# Dave McPherson
David McPherson, né le 28 janvier 1964 à Paisley (Écosse), est un footballeur international écossais (27 sélections) ayant évolué dans les clubs des Rangers et de Heart of Midlothian.
Depuis 2012, il est membre du Hall of Fame des Rangers.